# De Nieuwe Stad

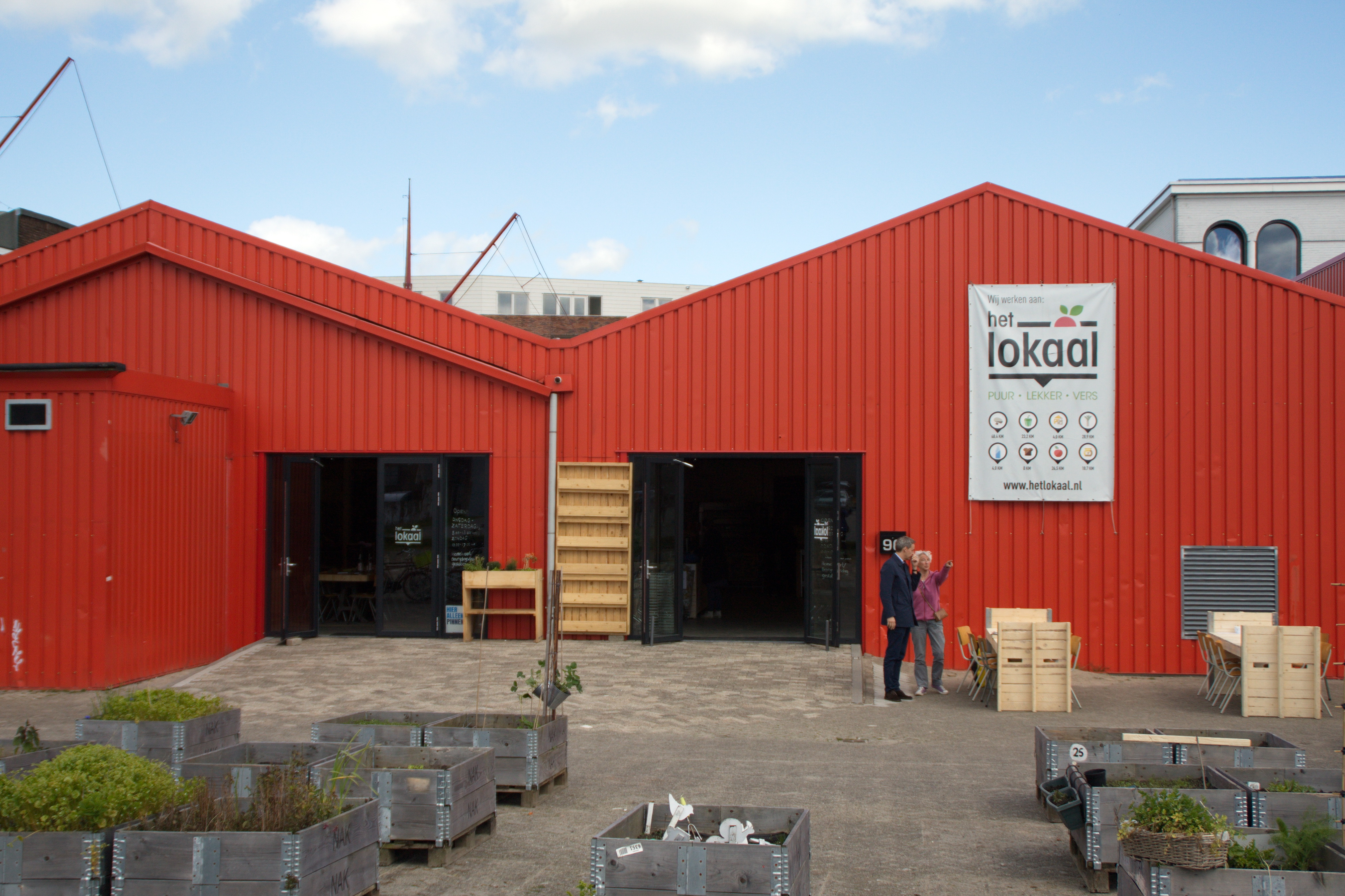
De Nieuwe Stad: Het Lokaal

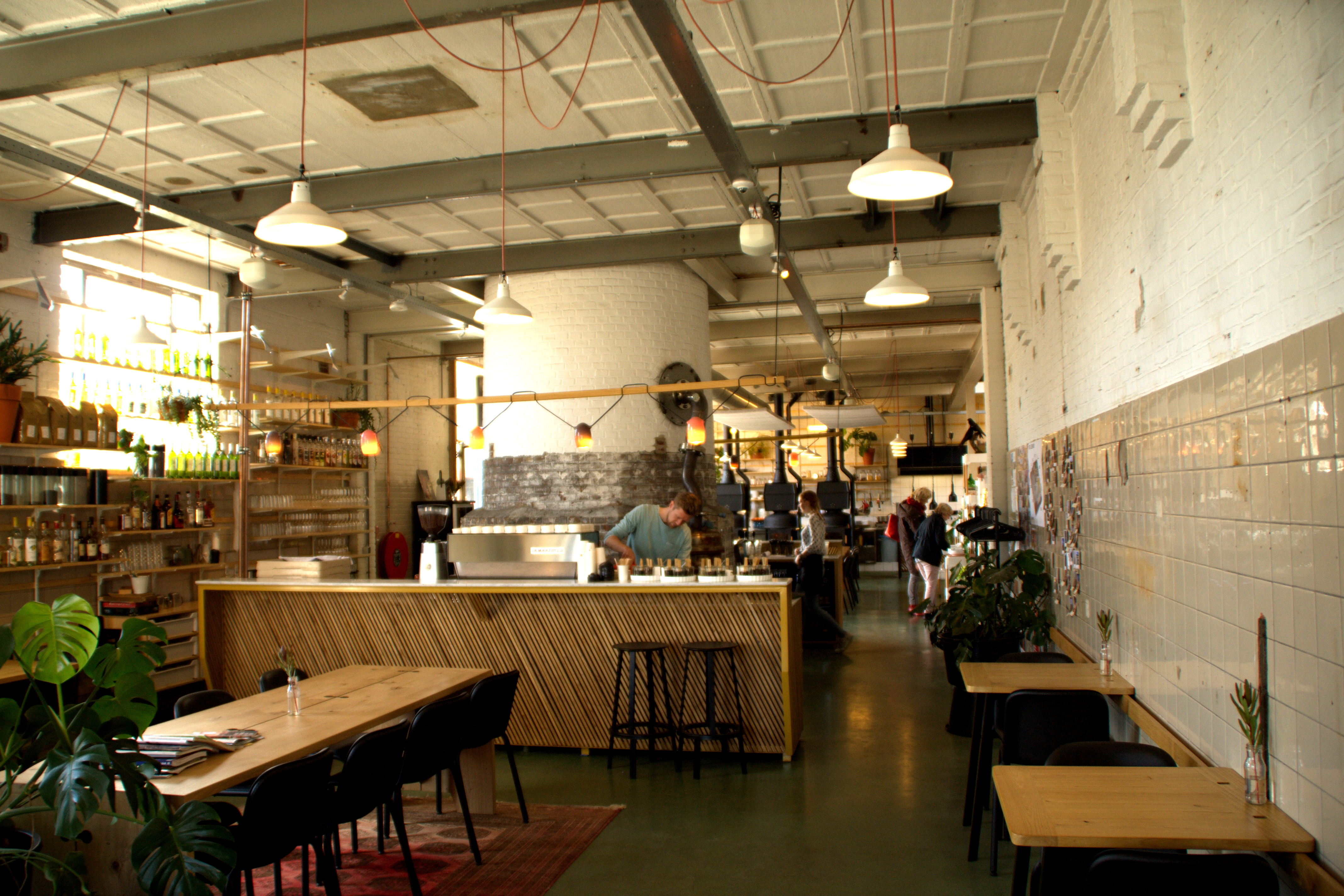
Hoog Vuur (voormalig Prodentgebouw)

De Nieuwe Stad is een bedrijventerrein in het Oliemolenkwartier in Amersfoort. In het gebied, dat door de gemeente wordt omschreven als creatieve broedplaats, moeten samenwerking, duurzaamheid en innovatie centraal staan.
In mei 2013 besloten de gemeente Amersfoort, ontwikkelaar en belegger Schipper Bosch en stedenbouwkundig bureau ZUS een samenwerkingsverband aan te gaan om het Oliemolenkwartier te ontwikkelen tot De Nieuwe Stad. Dit startte in de voormalige Prodentfabriek, waar zich verschillende bedrijven vestigden.
In 2014 werden de Aue Paviljoens aangekocht. Dit gebouw werd in 1992 door architectenbureau Robbrecht & Daem ontworpen als tentoonstellingsruimte voor Documenta IX in Kassel en diende van 1994 tot 2013 als onderkomen van Museum De Paviljoens in Almere. In De Nieuwe Stad Paviljoens kunnen ondernemers een ruimte huren.
Naast De Nieuwe Stad kent Amersfoort sinds 2002 nog een andere broedplaats met een meer alternatief karakter: De WAR – oorspronkelijk gevestigd in een oude fabriek van Warner Jenkinson aan de Eem, en sinds 2021 gevestigd in een deel van de voormalige Prins Willem III-kazerne.